# Acrostichum
Acrostichum L., 1753 è un genere di felci della famiglia delle Pteridaceae.

## Descrizione
Le specie di Acrostichum sono felci di notevoli dimensioni, che possono raggiungere i 3,5 m di altezza.

Sono piante semi-acquatiche, che non tollerano immersioni prolungate ma le cui radici richiedono una umidità costante.
In particolare Acrostichum aureum ha un'alta tolleranza alla salinità ed è specie tipica degli habitat a mangrovia.

## Tassonomia
Il genere comprende le seguenti specie:
- Acrostichum aureum L., 1753
- Acrostichum danaeifolium (Langsd.) Fisch., 1810
- Acrostichum speciosum Willd., 1810